# 弗雷德里克·伯姆
弗雷德里克·伯姆（德語：Frederik Böhm，1985年11月27日—），德国男子赛艇运动员。他曾代表德国参加荷兰阿姆斯特丹举办的2014年世界赛艇锦标赛，获得男子轻量级八人单桨有舵手金牌。